# Grove City College
Grove City College ( GCC ) é uma faculdade de artes liberais cristã localizada em Grove City, Pensilvânia . Fundada em 1876 como uma escola normal, a faculdade enfatiza um currículo básico de humanidades e oferece 60 cursos e 6 programas pré-profissionais com graduação em artes liberais, ciências, negócios, educação, engenharia e música.
Embora tenha sido associada à Igreja Presbiteriana, a instituição é atualmente não-confessional . Os estudantes não são obrigados a assinar uma declaração de fé, mas são obrigados a participar de dezasseis serviços de capela por semestre.

## História

### Fundação
Fundada em 1876 por Isaac C. Ketler, a escola foi originalmente fundada como Pine Grove Normal Academy. Tinha vinte e seis alunos no primeiro ano. Em 1884, os curadores da Academia alteraram o seu estatuto, alterando o nome para Grove City College. Por carta, as portas do Colégio estavam abertas a estudantes qualificados "sem levar em conta o teste ou crença religiosa". Os fundadores do Grove City College, conscientemente evitando o estreito sectarismo, tinham uma visão da sociedade cristã transcendendo denominações, credos e confissões. Isaac Ketler foi um presbiteriano devoto que serviu como presidente até 1913. Este foi um período de 37 anos no total e ocorreu durante um período muito formativo para a escola.
Grove City foi fortemente apoiado por Joseph Newton Pew, fundador da Sun Oil Company . Pew era um dos professores do ensino fundamental de Ketler e um mentor de toda a vida e amigo do educador. Pew, a exemplo de Ketler, um devoto presbiteriano e forte defensor da importância da boa educação, aceitou mais tarde a presidência do conselho de administração da escola. A influência de Pew e Ketler continuou com seus filhos, Weir C. Ketler (presidente da Grove City de 1916 a 1956) e John Howard Pew. Durante o verão de 1925, J. Gresham Machen deu as palestras que formaram a base de seu livro, Que é fé? (What Is Faith?, em inglês) 
John Howard Pew formou-se no colégio em 1900 e, como seu pai, tornou-se presidente do conselho administrativo. J. Howard Pew continuou o legado de seu pai. Presbiteriano e conservador, J. Howard Pew insistiu que o colégio operasse apenas com o que recebia nas mensalidades e taxas. Na década de 1930, J. Howard Pew, que se tornou presidente da Sun Oil Company, foi um dos críticos mais declarados do New Deal, portanto também era natural que a Grove City College visse desfavoravelmente a ajuda federal e o envolvimento com educação e que se esforçaria para permanecer a instituição altamente independente que é hoje.

### Segunda Guerra Mundial
Com o início da Segunda Guerra Mundial, a Grove City College foi uma das seis escolas selecionadas pela Marinha dos Estados Unidos para participar do altamente incomum Programa de Treinamento em Eletrônica (ETP). A partir de março de 1942, a cada mês, um novo grupo de 100 estudantes da Marinha e da Marinha chegou a três meses de 14 horas de trabalho em um estudo de engenharia elétrica concentrada. A admissão ETP tionha como requisito a aprovação no  Eddy Test, um dos exames de qualificação mais seletivos dados durante os anos de guerra. O professor Russell P. Smith foi o diretor de instrução do programa. No outono de 1943, havia apenas 81 civis no corpo estudantil; assim, a presença de cerca de 300 militares contribuiu muito para sustentar a Faculdade. Este treinamento em Grove City continuou até abril de 1945; registros da biblioteca mostram que havia 49 classes formando 3.759 pessoas.

### Caso da Suprema Corte
Sob o Presidente Dr. Charles S. MacKenzie, a faculdade atuou no processo na Suprema Corte dos EUA em 1984, no célebre caso Grove City College v. Bell. A decisão veio sete anos após a recusa da escola em assinar um formulário de conformidade com o Título IX, que teria submetido toda a escola a regulamentos federais, mesmo aqueles ainda não emitidos. O tribunal determinou 6–3 que a aceitação pelos estudantes de subsídios educacionais federais se enquadrava nos requisitos regulamentares do Título IX, mas limitava a aplicação ao departamento de auxílio financeiro da escola.
Em 1988, a nova legislação submeteu todos os departamentos de qualquer instituição de ensino que receberam financiamento federal para os requisitos do Título IX. Em resposta, o Grove City College retirou-se do programa Pell Grant inteiramente a partir do ano acadêmico de 1988-89, substituindo esses subsídios aos estudantes por seu próprio programa, o Student Freedom Fund. Em outubro de 1996, o colégio retirou-se do programa de Empréstimo Stafford, proporcionando aos estudantes ingressantes substituições através de um programa com o Banco PNC .
Grove City é uma das poucas faculdades (junto com Hillsdale College, que fez o mesmo após o caso de 1984 ) que não permite que seus alunos aceitem ajuda financeira federal de qualquer tipo, incluindo doações, empréstimos e bolsas de estudos.

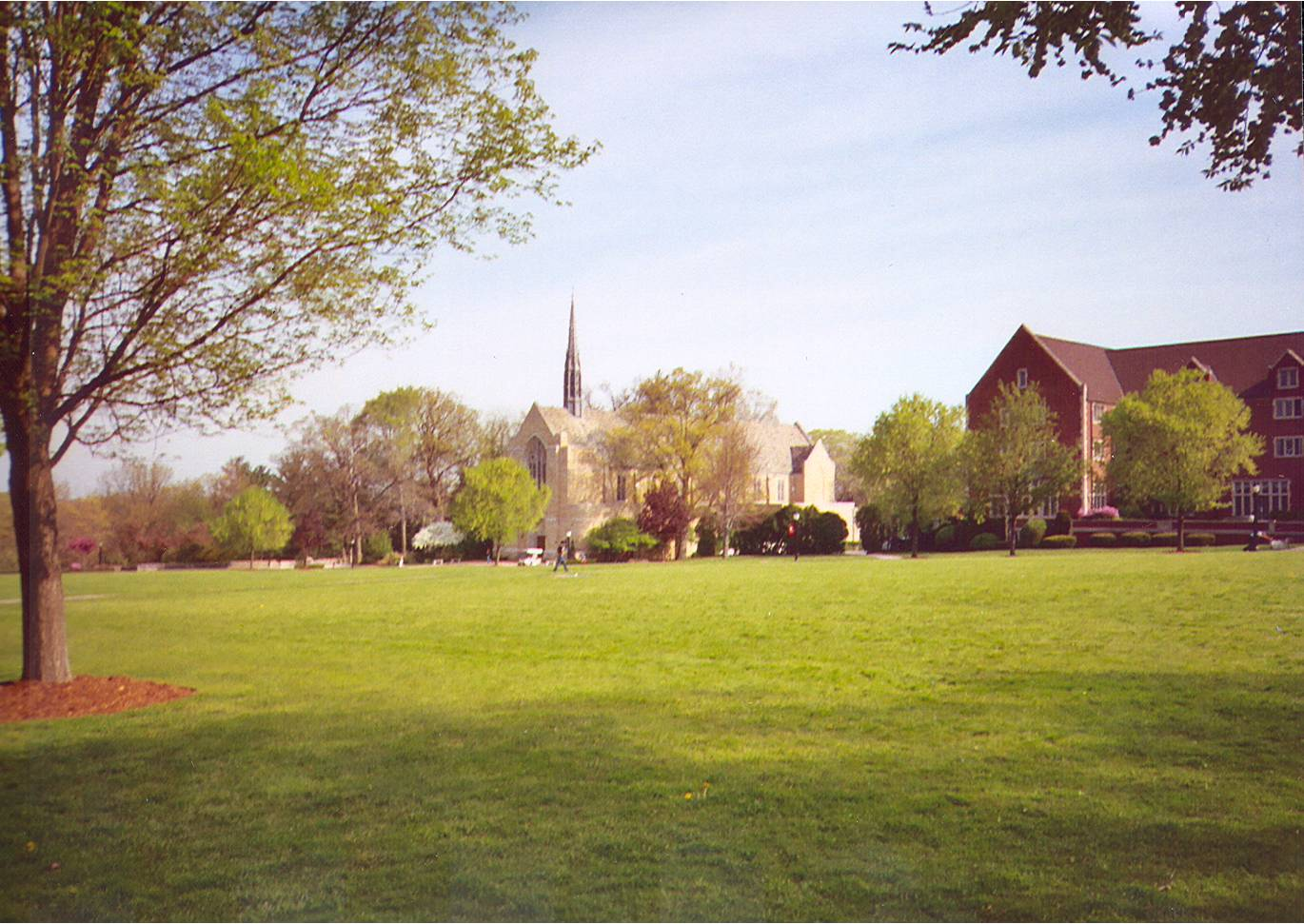
Pátio central de Grove City na primavera

### História recente
De 1963 até 2016, a Associação Americana de Professores Universitários colocou Grove City sob censura por violações de posse e liberdade acadêmica por causa da demissão do Professor de História e Ciência Política Dr. Larry Gara. No final desse período, a administração de Grove City estava na lista de administrações censuradas da AAUP por mais tempo do que qualquer outro colégio da lista. Em seu relatório, o Comitê de Investigação da AAUP em Grove City concluiu que "a ausência do devido processo [na demissão de professores em Grove City] levanta ... dúvidas em relação à segurança acadêmica de qualquer pessoa que possa ser nomeada no Grove City College sob prática administrativa existente. Essas dúvidas são de uma ordem de magnitude que nos obriga a relatá-las à profissão acadêmica em geral ". Em 2013, Grove City começou a trabalhar para se retirar da lista de censura. Dois anos depois, a escola admitiu que eles teriam lidado com o caso do Dr. Gara de maneira diferente, de acordo com seus procedimentos atuais. Isso levou a AAUP a suspender sua sanção na escola em sua reunião anual em 2016. Gara recebeu um pedido de desculpas da escola em outubro de 2015.
Em 2005, Grove City fundou seu Centro de Visão e Valores, avançando ainda mais seus programas nas humanidades . O Centro visa a educar o mundo sobre fé e liberdade, dando aos seus membros do corpo docente a oportunidade de compartilhar seus estudos com uma comunidade além da Pensilvânia . O Centro de Visão e Valores ganhou o Prêmio Templeton Freedom de 2010 por Excelência na Promoção da Liberdade, na categoria “Conquista Especial por um Centro Universitário”. Instituído no outono de 2003 e batizado com o nome do falecido investidor filantropo e pioneiro - Sir John Marks Templeton -, o Prêmio Templeton Freedom foi o resultado de uma parceria entre a John Templeton Foundation e a Atlas Economic Research Foundation, que administra o prêmio.
Nos últimos anos, o colégio se envolveu em muitos novos projetos de construção, incluindo uma expansão para seu centro de música e artes em 2002, um novo prédio acadêmico em 2003, uma nova união estudantil / livraria em 2004 e novas habitações em estilo apartamento em 2006. . O prédio da Union City Student Union foi homenageado com o Grande Prêmio Golden Trowel do Instituto Internacional de Maçonaria pela excelência no projeto e construção de alvenaria em 2005. Em 9 de fevereiro de 2011, o Grove City College anunciou que abrirá espaço para a construção de um prédio de ciências, engenharia e matemática - principais componentes da Grove City Matters: uma campanha para o avanço da Grove City College, que em US $ 90 milhões é a maior campanha de capital a história da faculdade. A construção do edifício de ciências, engenharia e matemática de US $ 37,2 milhões foi projetada para apoiar novos modos de ensino, particularmente laboratórios flexíveis e interações com pequenos grupos. Isso ajudará a garantir que o Grove City College continue a preparar os estudantes para futuras carreiras em uma força de trabalho cada vez mais competitiva, disseram autoridades. Ainda mais projetos de construção e reformas de edifícios existentes estão planejados para os próximos anos.
A faculdade adquiriu um observatório da Edinboro University of Pennsylvania, em fevereiro de 2008, que será utilizado para as aulas de astronomia, bem como para a pesquisa de professores e estudantes. O telescópio do observatório será operado remotamente, a partir do campus principal da faculdade - mais de 60 milhas (97 km)   distante. A compra da propriedade, três edifícios e equipamentos no interior abrirá o caminho para a adição de um menor de astronomia no campus. Por intermédio deste observatório, o departamento de física da faculdade planeja trabalhar com escolas públicas da região, bem como outras faculdades e universidades em projetos educacionais e de pesquisa, e atrair futuros alunos que estão procurando por programas de física e cursos de astronomia .

## Instituição

### Credenciamento
Grove City oferece 55 cursos de artes liberais, ciências e engenharia . A faculdade é credenciada pela Comissão de Ensino Médio do Ensino Superior . Os programas de engenharia elétrica e de computadores e de engenharia mecânica da faculdade são credenciados pelo Conselho de Acreditação de Engenharia e Tecnologia, Inc. (ABET)  O Conselho de Credenciamento do Ensino Superior (CHEA), uma organização dos Estados Unidos de faculdades e universidades de graduação, incluiu a Grove City College em sua lista de faculdades credenciadas reconhecidas por organizações de credenciamento dos EUA. Mais recentemente, o programa de Bacharel em Ciências do Trabalho Social foi aprovado como um candidato para acreditação através do credenciamento especializado oferecido pelo Conselho de Educação do Serviço Social (CSWE).

### Rankings
Grove City tem uma taxa de aceitação de 82,5%. A média de GPA de ingressantes é de 3,70 em 2017. A pontuação média do ACT da turma de ingressantes de 2017 era de 26. A pontuação média do SAT da turma de calouros de 2017 foi de 1231.
Grove City foi classificada como a segunda faculdade mais conservadora do país pelo US News and World Report . Human Events Magazine classifica como a nata da cultura nas faculdades conservadoras da América. Entre todas as faculdades, o amplamente seguido ranking de faculdades do US News e World Report coloca Grove City no primeiro nível de faculdades de artes liberais. O think tank conservador Free Congress Foundation, inclui Grove City entre sua lista de melhores faculdades que fornecem excelentes artes liberais . Por dois anos consecutivos (2006 e 2007), a The Young America's Foundation colocou a Grove City em sua lista de 10 Colégios Conservadores . As escolas nessa lista oferecem cursos e bolsas de estudo em pensamento conservador e enfatizam princípios que incluem governo menor, defesa nacional forte, livre iniciativa e valores tradicionais. Fiske Guia para entrar no direito College concorda e lista Grove City entre seus 10 melhores faculdades conservadoras. O Top 100 College Values da Consumers Digest classifica o Grove City College, o maior valor em escolas privadas de artes liberais em todo o país em maio de 2011.
De acordo com a publicação do Instituto Escolar de Estudos Intercolegiais de 2007 - Escolhendo a Faculdade Correta, o guia da faculdade US News and World Report de 2007 classifica Grove City como o número um "melhor valor" entre faculdades abrangentes do norte - o quinto ano consecutivo a escola ganhou essa distinção . A escola tem um custo total (incluindo mensalidades, quarto, mesa e um computador tablet) de US$ 21.956 por ano. Da mesma forma, a série educacional da Barron chamou a Grove City College de "Best Buy" e o USA Today classifica a Grove City entre as 100 melhores faculdades de valor do país em 2009. Ele também foi revisado positivamente no guia do Instituto de Estudos Intercolegiais, Escolhendo o Colégio Correto: Toda a Verdade sobre as Principais Escolas da América . A Princeton Review também classifica o Grove City College entre os 20 melhores em serviços de carreira / emprego com base na satisfação de alunos que se formam na escola. É considerada uma das faculdades mais amigáveis da escola doméstica no Nordeste. O Grove City College também é considerado uma das faculdades cristãs mais seletivas do país. Guia de Barron para as faculdades mais competitivas - 2004 também lista Grove City College como uma das 65 faculdades mais competitivas e universidades do país. O perfil do College Advisor on-line da College Data classifica Grove City como a mais difícil em termos de requisito de entrada. Guia do Colégio de Peterson também classifica sua exigência de entrada como mais difícil.
Em dois estudos nacionais consecutivos realizados pelo Instituto de Estudos Intercolegiais (ISI) em cooperação com pesquisadores do Departamento de Políticas Públicas da Universidade de Connecticut para determinar a extensão da alfabetização cívica no ensino superior, alunos da Grove City College se classificaram entre os top 5 nacionalmente em termos de conhecimento da história dos EUA, governo, economia e relações internacionais. O estudo foi baseado nos resultados de um teste de múltipla escolha dado a 14.000 calouros e idosos escolhidos aleatoriamente em 50 campi universitários e universitários. Em dois anos consecutivos do estudo da ISI, Grove City ficou em 4º lugar em 2006 e número 2 em 2007, acima da maioria das universidades da Ivy League. A equipe de debate da faculdade em 2009 ficou em primeiro lugar na Associação Nacional de Debate Parlamentar, a maior liga de debates inter-colegiais dos Estados Unidos.

### Acadêmicos
Os alunos são obrigados a fazer cursos de requisitos gerais, com ciência, matemática / raciocínio e vários outros cursos. A base dos requisitos gerais é centrada em torno de um núcleo de humanidades, com cursos sobre a civilização ocidental, arte, literatura e revelação bíblica . Requisitos para majors diferem, mas normalmente um aluno também é obrigado a ganhar domínio em uma língua estrangeira e alcançar alguma proficiência matemática. Muitos alunos da Grove City realizam de uma a três aulas de requisitos gerais em seus primeiros anos, no segundo ano e, às vezes, em juniores, juntamente com as aulas para seus respectivos cursos.
Muitos estudantes escolhem Grove City explicitamente por seu ambiente cristão e currículo tradicional de Humanidades. Uma seqüência de Humanidades exigida por três anos enfoca a origem, o desenvolvimento e as implicações das ideias e visões de mundo da civilização. Os cursos abrangem conteúdos que incluem religião, filosofia, história e filosofia da ciência, literatura, arte e música . Devido à sua forte adesão à liberdade e à mínima interferência do governo, o Grove City College é considerada uma das principais faculdades americanas no ensino das ideias da Escola Austríaca de Economia . Os documentos pessoais pós-1938 de Ludwig Von Mises, estão alojados no arquivo do Grove City College. Além de programas tradicionais de negócios, a Grove City também oferece uma licenciatura em Empreendedorismo.

### Políticas e ambiente
Quando foi inaugurado, o Grove City College foi uma das primeiras instituições de ensino superior nos Estados Unidos a admitir estudantes do sexo masculino e feminino. Atualmente, a escola mantém uma proporção de um para um entre homens e mulheres, garantindo que o corpo discente seja de aproximadamente 50% de homens e 50% de mulheres.
Grove City College adota uma política forte em relação ao uso de álcool no campus, com os infratores da primeira vez recebendo uma suspensão de uma semana de todas as atividades. Alunos da idade legal têm permissão para consumir álcool fora do campus, desde que não pareçam inebriados quando retornarem. As atuais organizações estudantis devem concordar com uma forte política em relação ao uso de álcool dentro e fora do campus, e sua violação resulta na perda de seu estatuto.
Em 2012, o The Princeton Review listou o Grove City College como a segunda escola mais hostil aos LGBT nos Estados Unidos. A partir de 2016, eles estão em 9º lugar.

### Taxa de matrícula
A taxa de matrícula para o ano letivo de 2017-18 foi de US$ 17.254, e o alojamento e alimentação foi de US$ 9.400.

## Grupos e organizações
O GCC abriga aproximadamente 150 Organizações e Atividades Estudantis. Entre eles estão:
- Orientation Board (OB) - dá as boas-vindas aos novos alunos que começam no dia da mudança e ao longo do ano. O grupo também planeja e realiza inúmeros eventos na primeira semana em que calouros chegam ao campus.
- Swing Dancing Club - Incentiva a continuação da dança clássica na juventude de hoje.
- Associação do Governo Estudantil - atua como principal elo de comunicação entre os alunos e a administração. Os membros são eleitos pelo corpo discente.
- Wolverine Marching Band - uma das maiores bandas de bandas da Division III no país, este conjunto de 150-175 membros executa em casa jogos, festivais regionais de banda de colegial e desfiles, e já se apresentou várias vezes no reino mágico.
- Orquestra Sinfônica - Este conjunto de 90 alunos realiza repertório de uma variedade de gêneros, incluindo: clássica, contemporânea, ópera, temas de filmes e pops. O grupo é composto de majores de música e não majores e é dirigido pelo Dr. Jeffrey Tedford, DMA
- Touring Choir - ensaia e executa um repertório variado de música coral em locações em toda a região oeste da Pensilvânia e em sua turnê anual durante as férias de primavera.
- Glee Club - um coral só para homens, fundado em 2008, que toca música dentro e fora do campus, desde música capella contemporânea a hinos e música de culto, terminando o ano com um concerto anual no semestre da primavera.
- Stonebridge - traz artistas cristãos e não cristãos para o campus e facilita os shows.
- Projeto Okello - o objetivo do grupo é ser um instrumento de esperança, cura e amor de Cristo para o povo de Uganda através da oração e da ação.

### Publicações e mídia
- The Bridge - anuário publicado no outono.
- The Collegian - jornal publicado semanalmente.
- The Echo - jornal de artes publicado na primavera e apresenta poesia estudantil, prosa, ficção, fotografia e obras de arte.
- O
- The Entrepreneur - promove economia de mercado livre através de artigos para estudantes e professores.
- The Journal of Law and Public Policy - Revista de Direito e Políticas Públicas
- The Quad - publicada trimestralmente e contém os trabalhos escritos de alunos, professores e ex-alunos. Apresenta não-ficção criativa, resenhas de livros, ensaios, ficção e alguma poesia.

### Rádio WSAJ
Atribuído suas cartas de chamada em abril de 1920, a estação de rádio Grove City College, WSAJ-AM, foi uma das primeiras estações de rádio do país. As cartas de chamada foram antecedidas por estações experimentais na faculdade que remonta a 1914. Em 1968, WSAJ-FM foi colocado no ar e atualmente transmite em 91,1   MHz, funcionando como uma ferramenta de aprendizagem para todos os alunos, mas especialmente aqueles nos cursos de comunicação e engenharia. A estação AM de 100 watts, operando a partir de uma antena longwire em 1340   kHz, foi uma das poucas estações remanescentes nos EUA a compartilhar tempo. Entregou sua licença de transmissão em 2006. O sinal FM de 1.600 watts cobre um   mi raio na Pensilvânia ocidental. A estação transmite programação de artes plásticas, futebol universitário e jogos de basquete. Também exibe eventos comunitários e esportes do ensino médio. Os estudantes organizam programas musicais semanais durante a noite, quando a escola está em funcionamento.

### Fraternidades, irmandades e grupos habitacionais
Fraternidades e irmandades vivem no campus, em salões de pré-selecionados do ginásio. As fraternidades e irmandades de Grove City são locais e não são afiliadas a nenhuma das organizações nacionais de guarda-chuva gregas . Muitas das fraternidades e irmandades sociais foram fundadas no início de 1900 e estão entre as mais antigas fraternidades e irmandades locais do país. Ao longo dos anos, outras irmandades e uma fraternidade, Chi Delta Epsilon, deixaram de existir. A irmandade mais recente a se tornar extinta foi o Delta Chi Omega, de curta duração, que foi fundado em 1980 e durou aproximadamente uma década. A Sigma Sigma Sigma, fundada em 1917, mudou seu nome para Zeta Zeta Zeta em 1989 em resposta a ameaças de violação de marca registrada da irmandade nacional Sigma Sigma Sigma . Outras fraternidades e irmandades morreram (ou seja, todos os seus membros ativos se formaram ou deixaram o colégio), mas foram reinstituídos por meio de aulas em bloco que assumiram o nome, as tradições e as práticas da organização.
Ambas as fraternidades e irmandades são supervisionadas por órgãos governamentais. Cada uma das fraternidades envia delegados às reuniões semanais do Conselho da Interfraternidade. A organização concomitante das irmandades, o Conselho Pan-Helênico, também se reúne a cada semana. Na primavera, os dois conselhos realizam reuniões conjuntas para planejar os Jogos Gregos anuais. Os Jogos Gregos, um evento de vários dias que envolveu atividades como jogar bolas de água e deixar cair ovos, diminuíram em notoriedade no Grove City College, juntamente com o tamanho das organizações gregas; até a década de 1990 eram bem conhecidos no campus, com a maioria do corpo discente participando ou assistindo. O All Campus Sing anual, anteriormente chamado de Greek Sing, inclui fraternidades, irmandades, grupos habitacionais e grupos independentes e continua a ser uma competição popular que ocorre durante o fim de semana dos Pais no campus todos os anos.

## Esportes

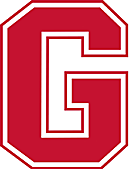
Logotipo oficial de atletismo.

Grove City tem recebido equipes de atletismo há mais de um século. Em 1906, eles foram um dos 39 membros fundadores da IAAUS, o precursor da NCAA.
A Grove City College, conhecida como Wolverines, compete na Conferência Atlética dos Presidentes (PAC) da Divisão III da NCAA . No nível do time do colégio, o Grove City College tem equipes de basquete, cross country, golfe, futebol, torcida, natação, tênis e pista para homens e mulheres. O lacrosse, o beisebol, rúgbi e o futebol americano são esportes do time do colégio disponíveis apenas para homens, enquanto o softball e o pólo aquático são esportes do time do colégio oferecidos apenas para mulheres. Em abril de 2016, o lacrosse masculino foi anunciado como o 22º esporte do time do colégio e terá início na temporada de primavera de 2018 como membro da Ohio River Lacrosse Conference (joint venture entre a Conferência Atlética dos Presidentes e a Heartland Collegiate Athletic Conference).
Grove City também oferece uma série de esportes de clubes para homens e mulheres, incluindo, mas não limitado a final, e voleibol para homens e hóquei de campo, lacrosse e rúgbi para as mulheres. Essas equipes foram muito bem-sucedidas, mais notavelmente a equipe de vôlei masculino, que terminou entre as 10 melhores do país nos últimos dois anos, a equipe masculina de lacrosse, que terminou entre as 10 melhores do país em 2015, e tanto as equipes masculinas e femininas de rugby, que foram classificadas entre as 10 melhores do país pela National Small College Rugby Organization.
Esportes intramurais para homens são os seguintes: basquete, boliche, queimada, futebol, futebol, softbol, tênis de mesa, tênis, ultimate e vôlei. As mulheres têm badminton, basquete, boliche, futebol de bandeira, futsal, kickball, racquetball, ultimate e vôlei.
Grove City tem várias equipes com registros notáveis do PAC Championship. A equipe de tênis feminino do Grove City havia vencido 25 campeonatos consecutivos do PAC de 1987 a 2011 e a equipe masculina de tênis venceu 26 campeonatos consecutivos do PAC entre 1990 e 2016. Além disso, a equipe feminina de cross country conquistou 27 campeonatos consecutivos do PAC (1989-2015). A equipe de natação masculina também tem 5 campeonatos consecutivos de PAC, 2007-2011, enquanto as mulheres têm 10 campeonatos consecutivos de PAC, 2009-presente. Também notável é o recorde geral da equipe de natação de 61 temporadas consecutivas, de 1952 até o presente.
Em 2018, o diretor assistente de informações esportivas das escolas foi acusado de quase 100 acusações por crimes que variavam de violações de privacidade a posse de pornografia infantil depois que foi descoberto que ele estava secretamente registrando estudantes que tomavam banho no vestiário da faculdade.

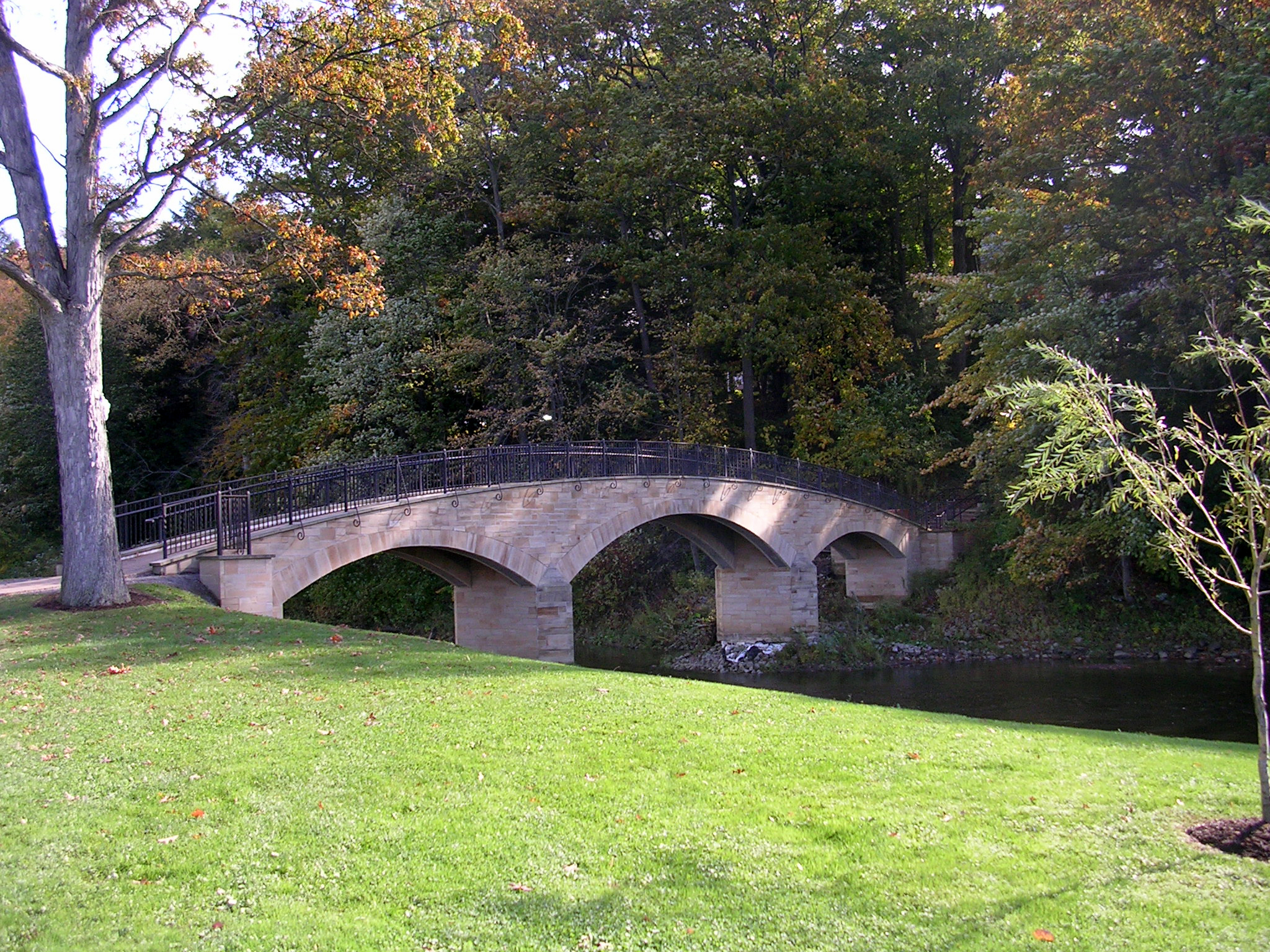
Rainbow Bridge, que se estende por Wolf Creek e conecta o campus superior e inferior.

## Tradições

### Brazão
O brasão de armas do Grove City College foi adotado em 13 de junho de 1911.  É brasonado : Gules,
an open book argent,
inscribed "Lux mea" in letters sable,
bound of the second,
between three wolves' heads erased also of the second.
Em tradução livre:
Gules,
um livro aberto argent,
inscrito "Lux mea" em letras sable,
ligado do segundo,
entre três cabeças de lobos apagadas também do segundo.
O brasão de armas é utilizado em documentos oficiais, como diplomas e transcrições, enquanto o logotipo de escudo carmesim de três entalhes mais moderno é utilizado em todas as publicações da faculdade, mercadorias estacionárias e relacionadas e materiais.

### Alma Mater
O Grove City alma mater, intitulado "Mid the Pines" foi escrito em 1912 pelo estudante Edward G. Seel. As letras de Seel foram consequentemente musicadas pelo professor da Grove City, Hermann Poehlmann. As letras são as seguintes:  ‘Mid the pines in columns growing,
By the stream so deeply flowing,Dear to hearts with mem’ries glowing,Stand the halls, the halls we love.Refrão:Hail to thee our Alma Mater,Praises from each son and daughter,Pledges of love and honor Grove City still shall own,Pledges of love and honor Grove City still shall own,Pledges of love and honor Grove City still shall own.Tho’ the land and sea may part us,Far remove thy towers and campus,Staunch and true there dwells within us,All the spirit of thy life,Staunch and true there dwells within us,All the spirit of thy life.
Refrão. Em tradução livre:
'Mid os pinheiros em colunas crescendo,
Pelo fluxo tão profundamente fluindo,
Querido para corações com mem'ries brilhando,
Fique nos corredores, nos corredores que amamos.
 Refrão:
Salve-te a nossa Alma Mater,
Louvor de cada filho e filha
Promessas de amor e honra que Grove City ainda terá,
Promessas de amor e honra que Grove City ainda terá,
Promessas de amor e honra que Grove City ainda terá.
A terra e o mar podem nos separar,
Longe, remova suas torres e campus,
Firme e verdadeiro lá habita dentro de nós,
Todo o espírito da tua vida
Firme e verdadeiro lá habita dentro de nós,
Todo o espírito da tua vida.
Refrão.
Além da alma mater, o professor Poehlmann compôs muitas outras músicas para o colégio. Nos primeiros anos de Grove City, muitas músicas únicas foram compostas para diferentes grupos e ocasiões. Em 1913, a administração do presidente Alexander T. Ormand tinha muitas das canções da escola compiladas em um songbook conhecido como Songs of Grove City College. Ao longo dos anos, a prática de escrever e cantar composições originais diminuiu em Grove City e o songbook acabou por se aposentar.

## Pessoas

### Alumni notáveis
- David M. Bailey - guitarrista, cantor e compositor[66]
- Peter Boettke - professor de economia na George Mason University e editor da Review of Austrian Economics[67]
- Edward D. Breen - CEO corporativo
- Alejandro Chafuen - autor, presidente e ex-CEO da Atlas Network
- Larry Critchfield - ex-jogador da NFL
- Arthur Schwab - juiz do tribunal federal dos EUA e professor adjunto do GCC
- Jim Van Eerden - empreendedor, estrategista de marca, produtor de mídia, co-fundador da Helixx Partners, LLC
- George Clark Southworth - engenheiro e físico que ajudou a descobrir guias de ondas, ganhador da Medalha de Honra do IEEE (1963)
- RJ Bowers[68] - Jogador de futebol americano da NFL,[69] líder de todos os tempos da Universidade de Futebol até outubro de 2007[70]
- Scott Bullock[71] - advogado sênior e membro fundador do Institute For Justice
- Bill Deasy - cantor e compositor, autor do romance 'Ransom Seaborn' (vencedor do 2006 Needle Award de melhor romance). Ex-vocalista da popular banda de Pittsburgh-área ' The Gathering Field '
- Scott Hahn[72] - autor, teólogo católico romano e apologista . Professor de Teologia na Universidade Franciscana de Steubenville
- Matt Kibbe[73] - atual presidente da Free the People e ex-presidente e CEO da FreedomWorks
- Mose Lantz - Ex-jogador da NFL
- Brian Leftow[74][75] - filósofo teísta e analítico . Titular da Cadeira Nolloth na Filosofia da Religião, Oriel College, Universidade de Oxford . Autor do Tempo e da Eternidade (1991) e mais de cinquenta artigos sobre filosofia da religião, metafísica e história da filosofia medieval .
- Paul McNulty[76] - ex- procurador-geral adjunto dos EUA e presidente da Grove City College
- Gary Peters - ex-jogador da MLB que jogou pelo Boston Red Sox e pelo Chicago White Sox, recebeu as honras da equipe do Chicago White Sox All-Century.
- Joseph Howard Pew[77][78] - fundador e ex-presidente da Sun Oil Company
- David J. Porter - juiz no Tribunal de Apelações dos Estados Unidos para o Terceiro Circuito
- Lawrence Reed presidente da Fundação para a Educação Econômica (FEE)
- Sean W. Rowe     - Bispo da Diocese Episcopal de Northwestern PA
- Spike Shannon     - ex- jogador de beisebol profissional que jogou com o St. Louis Cardinals, New York Giants e Pittsburgh Pirates . O líder da Liga Nacional em corridas marcou em 1907 com o New York Giants (agora o San Francisco Giants )
- Frank Smith - jogador da MLB, apelidado de "Piano Mover"
- Frank Soday - Químico influente no desenvolvimento de usos alternativos para fibra sintética
- RC Sproul Jr.     - ministro cristão e teólogo calvinista
- Greg Urbas, treinador de wrestling do Hall of Fame[79]
- Harold Willis Dodds[80] - 15º presidente da Universidade de Princeton
- Howard Edward Winklevoss, Jr., atuário americano, acadêmico e empreendedor que tem uma prática em gerenciamento de benefícios.

### Professores notáveis
- GK Beale - teóloga reformada e autora
- T. David Gordon, teólogo do Novo Testamento e ecologista de mídia
- Guillermo Gonzalez - astrofísico, proponente do Design Inteligente[81]
- Joshua F. Drake - musicologista e hinista[82]
- Richard G. Jewell - ex-presidente da Grove City College e ex-diretor da Navigant Consulting Inc. em Pittsburgh[83]
- Paul Kengor - autor, diretor executivo do Center for Vision and Values da Grove City College[84]
- Paul McNulty Presidente do Grove City College e ex-procurador-geral adjunto dos Estados Unidos
- Hans Sennholz - economista, proponente da escola austríaca de economia, estudante de Ludwig von Mises[85]
- Warren Throckmorton - professor de psicologia[86]
- Carl Trueman - teólogo e historiador reformado
- Walter E. Williams[87] - autor, professor e ex-presidente da Economics na George Mason University

### Presidentes
- Isaac Conrad Ketler (1876-1913)
- Alexander T. Ormond (1913–1915) [88]
- Weir Carlyle Ketler (1916-1956)
- John Stanley Harker (1956-1971)
- Charles Sherrard Mackenzie (1971-1991)
- Jerry H. Combee (1991-1995)
- John H. Moore (1996–2003)
- Richard G. Jewell JD (2004 a 2014)
- Paul McNulty (2014 – presente)